# Román Gámez
Aurelio Román Gámez Espinoza (San Vicente de Cañete, 23 de enero de 1945), conocido también como el Tío Ronco o simplemente el Ronco Gámez, es un locutor de radio y actor cómico peruano que destacó en la conducción de programas de corte popular desde la década de 1970.

## Biografía
Nació en San Vicente de Cañete, es hermano del también comediante «Gato» Abad Gámez. En su adolescencia migra a la ciudad de Lima. Después de realizar sus primeros pasos en Radio Excelsior, fue imagen de la primera etapa de Radiomar (y su extensión Radiomar Inolvidable, renombrado después como Radio La Inolvidable), basado en el estilo propio dentro del humor criollo, cuyo apodo se basó en la voz de un afroperuano. Por casi cinco décadas, también participó como animador de música criolla Puro Perú.
En sus primeros años en Radiomar, colaboró en la musicalización de Koky Salgado, posteriormente responsable de La hora del lonchecito. Se caracterizó en sus presentaciones por la conexión a los niños, su habilidad de palabras y su narrativa informal cotidiana en las radionovelas. Entre ellos, resaltan a sus personajes «Chingolo», «El abuelito Aurelio», «El compadre Ñaja Ñaja», «La chola Dionisia», «El chino Champú», «El compadre Criadilla» y «El piurano».
Debido al éxito, tuvo su propio programa de amenidades para el canal ATV, que contó con el humorista Carlos Oneto en los libretos. Tras consolidar su fama, permaneció como estelar en programas televisivos de su tipo, como Estrafalario, Risas y salsa y Hola qué tal; así su programa propio La hora del tío Ronco, en Panamericana después de la muerte de su mentor Augusto Ferrando. Además, siguió con la locución en varias emisoras radiales como CPN, La Karibeña, entre otros.
En 2004, tuvo una participación especial en la miniserie Chacalón: El ángel del pueblo interpretándose a sí mismo.
Desde 2024, se dedica a las redes sociales con su programa ¡Hola, que tal!.

## Créditos

### Radio
- El show del Ronco (Radiomar y La Inolvidable, 1976-2008)[2]
- Ya pe' tío (Radiomar, años 1980)[11]
- Concurso sencillo de las actrices (Radiomar, 1983)[3]
- El show del tío Ronco (CPN, 2009)[12]
- El show del tío Ronco (La Karibeña, 2017-2020)[8][13]
- La escuela de la música (Radio América, 2023)[14]

### Televisión
- Estrafalario (Canal 7, 1976-1979)
- Risas y salsa (Panamericana, 1980-1984/1997-1999)[3]
- El súper show del Ronco (ATV, 1984-1985)
- La olla (ATV, 1985)[3]
- Ronco de noche (Panamericana, 1997-1998)[3]
- La hora del tío Ronco (Panamericana, 1999)[3][10]
- Chacalón: El ángel del pueblo (Frecuencia Latina, 2004)
- El duelo del humor (Latina, 2013)[15]